# Snowboarding na Zimowej Uniwersjadzie 2023 – Big Air mężczyzn
Big Air mężczyzn na Zimowej Uniwersjadzie 2023 odbył się w dniach 19–20 stycznia w Gore Mountain.

## Terminarz
| Data        | Konkurencja  | Godzina rozpoczęcia | Godzina rozpoczęcia |
| Data        | Konkurencja  | UTC-05:00           | CET                 |
| ----------- | ------------ | ------------------- | ------------------- |
| 19 stycznia | Kwalifikacje | 13:45               | 19:45               |
| 20 stycznia | Finał        | 13:45               | 19:45               |

## Wyniki

### Kwalifikacje
| Pozycja | Nr | Zawodnik                           | Reprezentacja    | Przejazdy | Przejazdy | Najlepszy | Uwagi |
| Pozycja | Nr | Zawodnik                           | Reprezentacja    | 1         | 2         | Najlepszy | Uwagi |
| ------- | -- | ---------------------------------- | ---------------- | --------- | --------- | --------- | ----- |
| 1.      | 2  | Kristian Salac                     | Czechy           | 86,00     | 21,25     | 86,00     | Q     |
| 2.      | 4  | Atsuhiro Suzuki                    | Japonia          | 79,25     | 85,50     | 85,50     | Q     |
| 3.      | 1  | Yuto Yamada                        | Japonia          | 82,25     | 70,75     | 82,25     | Q     |
| 4.      | 3  | Philip Schwan                      | Szwajcaria       | 66,50     | 76,75     | 76,75     | Q     |
| 5.      | 5  | Yusei Kaku                         | Japonia          | 70,75     | 76,50     | 76,50     | Q     |
| 6.      | 7  | Haruhi Tsuji                       | Japonia          | 74,75     | 27,75     | 74,75     | Q     |
| 7.      | 9  | Noé Petit                          | Francja          | 73,50     | 16,00     | 73,50     | Q     |
| 8.      | 8  | Lee Min-sik                        | Korea Południowa | 72,25     | 57,75     | 72,25     | Q     |
| 9.      | 14 | Moritz Wolfgang Breu               | Niemcy           | 64,50     | 29,25     | 64,50     | Q     |
| 10.     | 19 | Simeon Mitrew                      | Bułgaria         | 37,50     | 61,50     | 61,50     | Q     |
| 11.     | 10 | Leopold Mathias Frey               | Niemcy           | 57,25     | 40,75     | 57,25     | Q     |
| 12.     | 12 | Martin Zachary Leleu               | Francja          | 56,75     | 22,75     | 56,75     | Q     |
| 13.     | 15 | Krzysztof Owczarek                 | Polska           | 47,75     | 55,25     | 55,25     |       |
| 14.     | 16 | Jan Jaromin                        | Polska           | 53,00     | 47,00     | 53,00     |       |
| 15.     | 11 | Seo Gyeong                         | Korea Południowa | 52,25     | 23,75     | 52,25     |       |
| 16.     | 17 | Tim Kägy                           | Niemcy           | 49,50     | 22,50     | 49,50     |       |
| 17.     | 13 | Natan Rémy Elijah Ndoumbe Moukouri | Francja          | 12,75     | 16,50     | 16,50     |       |
| DNS     | 18 | Jadon Scures                       | Tajlandia        | DNS       | DNS       | DNS       |       |

### Finał
| Pozycja | Nr | Zawodnik             | Reprezentacja    | Przejazdy | Przejazdy | Przejazdy | Suma dwóch najlepszych przejazdów |
| Pozycja | Nr | Zawodnik             | Reprezentacja    | 1         | 2         | 3         | Suma dwóch najlepszych przejazdów |
| ------- | -- | -------------------- | ---------------- | --------- | --------- | --------- | --------------------------------- |
| 01 !    | 5  | Yusei Kaku           | Japonia          | 85,00     | 87,00     | 83.25     | 172,00                            |
| 02 !    | 14 | Moritz Wolfgang Breu | Niemcy           | 88,00     | 29,75     | 82,25     | 170,25                            |
| 03 !    | 4  | Atsuhiro Suzuki      | Japonia          | 72,25     | 92,75     | 31,75     | 165,00                            |
| 4.      | 8  | Lee Min-sik          | Korea Południowa | 30,50     | 64,75     | 92,75     | 157,50                            |
| 5.      | 1  | Yuto Yamada          | Japonia          | 46,50     | 61,00     | 81,75     | 142,75                            |
| 6.      | 3  | Philip Schwan        | Szwajcaria       | 92,00     | 36,75     | 49,00     | 141,00                            |
| 7.      | 9  | Noé Petit            | Francja          | 90,25     | 12,00     | 17,25     | 107,50                            |
| 8.      | 19 | Simeon Mitrew        | Bułgaria         | 17,25     | 48,50     | 54,75     | 103,25                            |
| 9.      | 2  | Kristian Salac       | Czechy           | 34,50     | 30,75     | 67,25     | 101,75                            |
| 10.     | 10 | Leopold Mathias Frey | Niemcy           | 22,75     | 71,25     | 20,25     | 91,50                             |
| 11.     | 7  | Haruhi Tsuji         | Japonia          | 76,00     | 13,25     | 14,75     | 90,75                             |
| 12.     | 12 | Martin Zachary Leleu | Francja          | 20,25     | 63,75     | 13,50     | 84,00                             |